# Piper veredianum
Piper veredianum är en pepparväxtart som beskrevs av William Trelease. Piper veredianum ingår i släktet Piper och familjen pepparväxter. Inga underarter finns listade i Catalogue of Life.